# Gesshardthöhle
Gesshardthöhle este o arie protejată (arie specială de conservare — SAC, sit de importanță comunitară — SCI) din Germania întinsă pe o suprafață de 0,25 ha, integral pe uscat.

## Localizare
Centrul sitului Gesshardthöhle este situat la coordonatele 51°15′42″N 7°39′05″E / 51.2617°N 7.6514°E.

## Înființare
Situl Gesshardthöhle a fost declarat sit de importanță comunitară în martie 2001 pentru a proteja un număr necunoscut de specii din flora spontană și fauna sălbatică aflate în arealul zonei. Situl a fost protejat și ca arie specială de conservare în iulie 2004.

## Biodiversitate
Situată în ecoregiunea continentală, aria protejată conține 2 habitate naturale: Peșteri inaccesibile publicului, Păduri de fag Luzulo-Fagetum.
La baza desemnării sitului se află un număr nedeclarat de specii protejate.